# (5949) 1985 RL3
(5949) 1985 RL3 (1985 RL3, 1981 LH, 1991 GF) — астероїд головного поясу, відкритий 6 вересня 1985 року.
Тіссеранів параметр щодо Юпітера — 3,597.